# Макаров, Иван Николаевич
Иван Николаевич Макаров (1904—1943) — красноармеец Рабоче-Крестьянской Красной Армии, участник Великой Отечественной войны, Герой Советского Союза (1944).

## Биография
Иван Макаров родился в 1904 году в деревне Есипово (ныне — в Алексинском районе Тульской области). Окончил начальную школу. Служил в Московской милиции, позднее работал в Туле на оружейном заводе. В 1941 году Макаров был призван на службу в Рабоче-Крестьянскую Красную Армию. С того же года — на фронтах Великой Отечественной войны.
К сентябрю 1943 года красноармеец Иван Макаров был стрелком 111-го стрелкового полка 55-й стрелковой дивизии 61-й армии Центрального фронта. Отличился во время битвы за Днепр. 16 сентября 1943 года он в числе первых переправился через реку Десна под Черниговом и принял активное участие в боях за захват и удержание плацдарма на её западном берегу. В конце того же месяца Макаров переправился через Днепр в районе села Радуль Репкинского района Черниговской области Украинской ССР и провёл разведку немецкой огневой системы. 12 ноября 1943 года Макаров погиб в бою. Похоронен к юго-востоку от деревни Ивановка Хойникского района Гомельской области Белоруссии.
Указом Президиума Верховного Совета СССР «О присвоении звания Героя Советского Союза генералам, офицерскому, сержантскому и рядовому составу Красной Армии» от 15 января 1944 года за «образцовое выполнение боевых заданий командования на фронте борьбы с немецкими захватчиками и проявленными при этом отвагу и геройство» красноармеец Иван Макаров посмертно был удостоен высокого звания Героя Советского Союза.
Также был награждён орденом Ленина и медалью.